# شناسه گستره برگ
شناسه گسترهٔ برگ (شگب) یا شاخص سطح برگ LAI (به انگلیسی: Leaf Area Index) یک کمیت بدون بعد است که تاج‌پوش یا سایبان گیاهان را شناسایی می‌کند. در پهن‌برگان این شناسه را با مساحتِ برگ (فقط یک سمت) بر یک واحد از مساحتِ زمین محاسبه می‌کنند (شگب = سطح برگ / مساحت زمین؛ با واحد متر مربع / متر مربع) .  در مخروطیان، تعریف متفاوتی برای شگب به کار می‌رود:
- نیمی از مساحت سطح کل برگ‌های سوزنی بر واحد مساحت زمین [۲]